# ناحیه لوکینگ‌گلس، شهرستان کلینتون، ایلینوی
ناحیه لوکینگ‌گلس، شهرستان کلینتون، ایلینوی (به انگلیسی: Looking Glass Township) یک منطقهٔ مسکونی در ایالات متحده آمریکا است که در شهرستان کلینتون، ایلینوی واقع شده‌است. ناحیه لوکینگ‌گلس ۶٬۳۵۴ نفر جمعیت دارد و ۱۳۱ متر بالاتر از سطح دریا واقع شده‌است.